# Francis Martin (réalisateur)
Pour les articles homonymes, voir Francis Martin (homonymie).
 (février 2020).
Si vous disposez d'ouvrages ou d'articles de référence ou si vous connaissez des sites web de qualité traitant du thème abordé ici, merci de compléter l'article en donnant les références utiles à sa vérifiabilité et en les liant à la section « Notes et références ».
Franz Xavier Martin dit Francis Martin, né le 19 février 1905 à Namur et mort en 1968[réf. nécessaire] à Libramont, est un acteur, réalisateur et producteur belge. 

## Biographie
Francis Martin commence dans le cinéma en étant acteur dans des productions patriotiques comme Belgique de Paul Flon (1920) ou Âme belge d'Armand Du Plessy produit par Hippolyte De Kempeneer. Il continuera à jouer entre autres pour Paul Flon, Gaston Schoukens ou pour lui-même, mais passe à la réalisation en 1924 avec Un soldat inconnu, un drame de guerre patriotique.
Il tourne des drames et des documentaires dans des décors belges.
Sa carrière s'interrompt en 1937.

## Filmographie sélective
Réalisateur
- 1924 : Un soldat inconnu avec William Elie
- 1925 : Un gamin de Bruxelles avec Léo Adel dans le rôle de Flup
- 1926 : On tourne avec Zizi Festerat
- 1926 : Kermesse sanglante avec Lucienne Masset
- 1927 : Ça c'est Bruxelles, documentaire
- 1928 : Femme belge Gabrielle Petit
- 1928 : La petite martyre belge, sur l'assassinat de Yvonne Vieslet (voir en ligne).
- 1930 : Ceux de 1830 avec William Elie, Francis Martin et Bianca Xhignesse
- 1930 : Cortège historique. 3 août 1930, documentaire
- 1933 : Les apparitions de Beauraing, documentaire
- 1937 : La Tragédie de Marchienne, remake sonore de La Petite Martyre belge, voir en ligne

Acteur
- 1920 : Belgique de Paul Flon
- 1921 : Âme belge d'Armand du Plessy
- 1924 : Dans Bruges-la-morte de Paul Flon
- 1929 : Ombres et Lumière de Théo Dubuisson
- 1930 : La Flamme du souvenir de Paul Flon
- 1930 : La Famille Klepkens de Gaston Schoukens

Cette comédie est considérée comme le premier film sonore belge (son enregistré sur disque microsillon).

## Liens familiaux
Son fils Louis Martin, né à Anderlecht le 27 mai 1924 et mort le 24 septembre 1994 fut comédien au Théâtre royal des Galeries à Bruxelles.